# Sè (Mono)
Sè ist ein Arrondissement im Departement Mono im westafrikanischen Staat Benin. Es ist eine Verwaltungseinheit, die der Gerichtsbarkeit der Kommune Houéyogbé untersteht.

## Demografie und Verwaltung
Gemäß der Volkszählung 2013 des beninischen Statistikamtes INSAE hatte das Arrondissement 26.627 Einwohner, davon waren 12.945 männlich und 13.682 weiblich.
Von den 80 Dörfern und Quartieren der Kommune Houéyogbé entfallen 19 auf Sè:
1. Adjigo
2. Allogo
3. Danklo
4. Drè
5. Drè-Lonmnava
6. Ekindji
7. Gahouin
8. Gbadagli
9. Gbédji
10. Gonfiocomey-Nord
11. Gonfiocomey-Sud
12. Hindè
13. Honnougbo
14. Houétihoué
15. Logohoué
16. Lokohoué
17. Sèbo
18. Sohounmè
19. Zounmè